# Brebières
Brebières – miejscowość i gmina we Francji, w regionie Hauts-de-France, w departamencie Pas-de-Calais.
Według danych na rok 1990 gminę zamieszkiwały 4324 osoby, a gęstość zaludnienia wynosiła 400 osób/km² (wśród 1549 gmin regionu Nord-Pas-de-Calais Brebières plasuje się na 206. miejscu pod względem liczby ludności, natomiast pod względem powierzchni na miejscu 277.).